# Wouter Biebauw
Wouter Biebauw est un footballeur belge, né le 21 mai 1984 à Deerlijk en Belgique. .

## Carrière
Il a précédemment joué en junior pour le KSV Deerlijk, le KV Kortrijk et le KRC Harelbeke avant de signer un contrat pro au KSV Roeselare en 2002.
Deuxième gardien à Roulers derrière Jurgen Sierens, il sera engagé, en 2008, par le KV Malines comme doublure d'Olivier Renard.
Il prendra sa chance à chaque fois qu'il remplacera le gardien titulaire. Et ce malgré la présence d'Olivier Renard ou encore Tomislav Pacovski.
Il sera titulaire incontesté la saison à partir 2014-2015.
Au total, Biebauw a joué 124 matchs officiels pour les Kakkers. Wouter a déclaré qu'il garde que de bons souvenirs de son séjour à Malinwa. Et qu'en sept belles saisons, il a toujours ressenti beaucoup de respect.
Il quitte le KV Malines pour le KV Ostende à la fin de la saison 2014-2015.
Après une saison, il retourne au KSV Roulers.
En 2020, après la faillite du KSV Roulers, Wouter s'engage comme gardien remplaçant avec le Beerschot.
Il fait son retour en tant que gardien titulaire contre KRC Genk en janvier 2022.
Le 6 février 2022, Il revient en tant qu'adversaire au KV Mechelen, match perdu par le Beerschot 3-2, malgré la supériorité numérique. Wouter fût applaudit par le public Malinwa qui ne la pas oublié.